# Golesze-Parcela
Golesze-Parcela – osada w Polsce położona w województwie łódzkim, w powiecie piotrkowskim, w gminie Wolbórz. Wieś znajduje się w granicach Sulejowskiego Parku Krajobrazowego. 
W latach 1975–1998 miejscowość administracyjnie należała do województwa piotrkowskiego.
Zobacz też: Golesze Duże, Golesze Małe, Goleszewo